# Guvid ratan
Guvidul ratan sau guvidul vânăt (Ponticola ratan) este un pește mic marin, din familia gobiide, care trăiește pe funduri pietroase în ape salmastre. Răspândit în Marea Neagră (litoralul  Bulgariei, României, Crimeii și Caucazului și lângă Odesa), Marea Azov (strâmtoarea Kerci și partea de vest a Mării de Azov) și Marea Caspică.